# Кыновский железоделательный завод
Кы́новский железоде́лательный заво́д — чугуноплавильный и железоделательный завод, основанный в 1761 году первоначально в Кунгурском (Пермском) уезде Казанской губернии, действовавший в 1761—1911 годах на территории села Кын Пермский край.

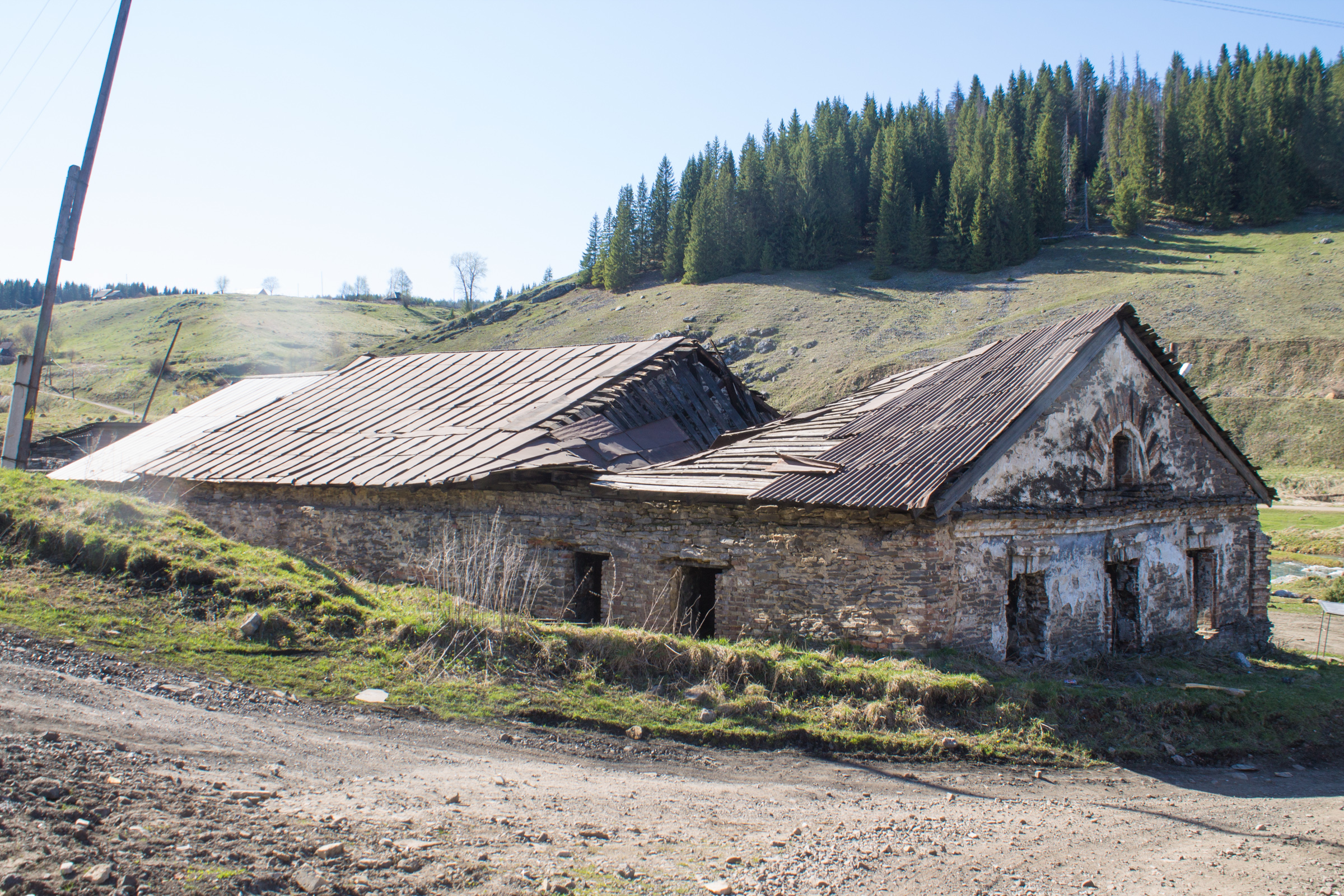
Здание кузни и слесарной мастерской Кыновского завода, 1840-х годов

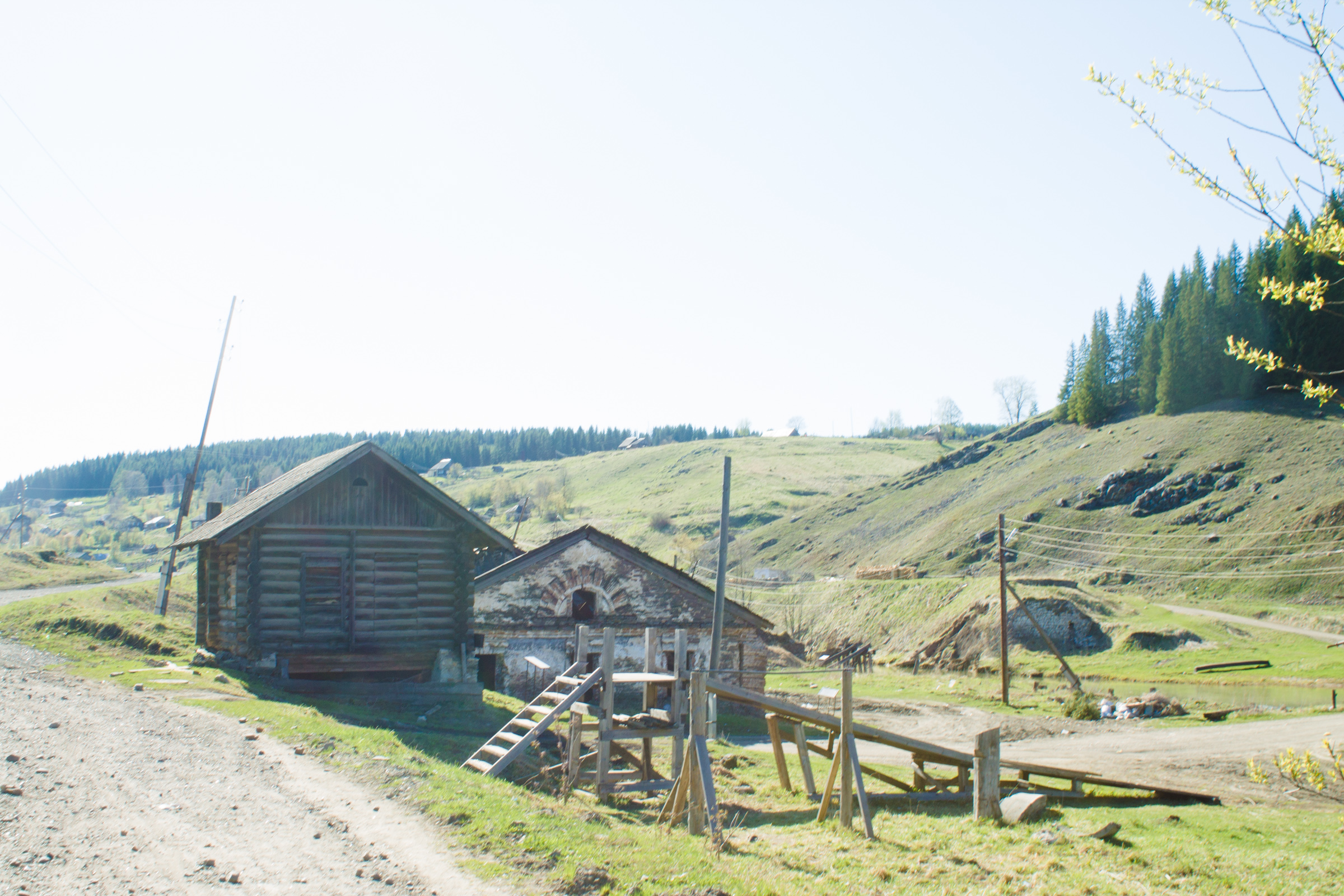
Караульная изба Кыновского завода, 1850-х годов

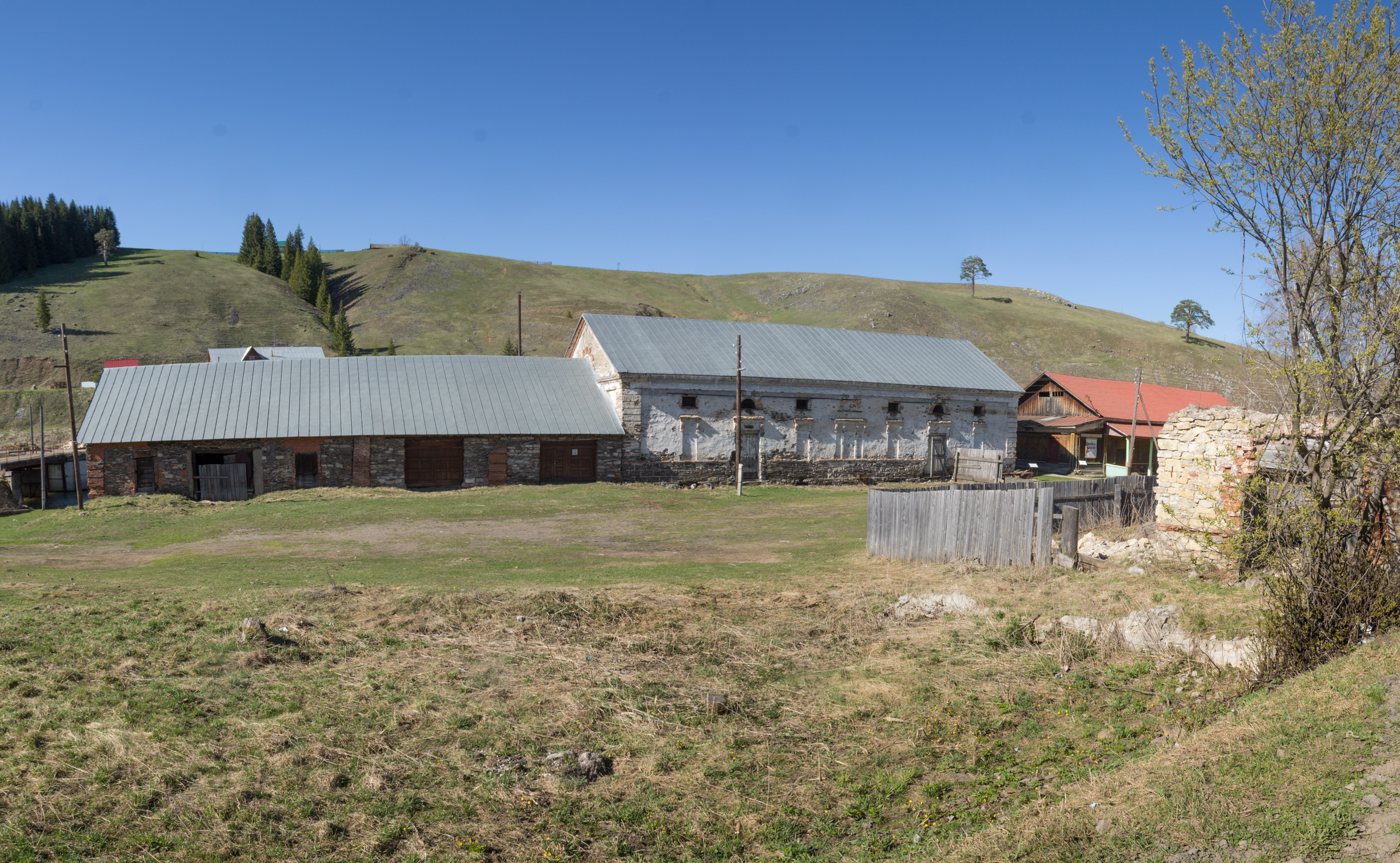
Производственный корпус и амбар Кыновского завода, 1830-х годов

## Географическое положение
Кыновский завод был расположен в 92 километрах от города Лысьва и в 130 верстах к западу от города Пермь на реке Кын, притоке реки Чусовой.

## История создания
Завод был построен по Указу Берг-коллегии от 16 февраля 1759 года Н. Г. Строгановым. Были запущены доменная печь и два молота в 1761 году. Заводская дача в 1850-х годах составляла 117 478 десятин земли, в том числе лесные угодья — 85 228 десятин. Руда привозилась из окрестных рудников. Завод выпускал цренные доски для выпаривания соли на солеваренных заводах. В 1777 году завод представлял собой: чугуноплавильная фабрика с одной доменной печью; молотовая фабрика с 3 молотами (2 — действующими и 1 — запасным) и 5 горнами, якорная фабрика с 2 горнами, фабрика для изготовления инструментов и различных припасов с 2 горнами. А численность персонала в 1777 году составляла 260 мастеровых и работных людей.
В 1788 году выпуск чугуна остановлен и возобновлён только в 1799 году, но эпизодически работала, так как домна была «запасной» печью Екатерино-Сюзьвенского завода. В 1800 году на заводе была одна домна, кричная фабрика с 2 молотами и 4 горнами, лесопилка, кузница и слесарная. Кричное производство велось только весной и осенью.
В 1860 году на заводе имелись: доменная печь, вагранка, кричный цех с 11 горнами и 10 молотами, прокатный цех с 2 катальными станами, кузница, слесарная и лесопилка, 17 водяных колёс общей мощностью 298 л. с. и паровая машина в 25 л. с. Сырьё поставляло 7 железных рудников. Численность персонала в 1860 году было 1993 человек.
В 1864 году на заводе возникло первое в России потребительское общество, состоявшее, в основном, из рабочих.
В 1870-е годы на заводе была расширена прокатная («катальная») фабрика, были установлены паровые молоты, начата утилизация горячих газов кричных горнов, уголь стал выжигаться в углевыжигательных печах, были отремонтированы плотина и пришедшие в ветхость фабричные здания. В 1879 году были увеличены на 22 % размеры горна доменной печи, которая была переведена на горячее дутье, при ней поставлена новая воздуходувная машина, подняв выплавку чугуна.
В 1884 году в доменной фабрике была сооружена висячая рельсовая дорога для завалки угля в домны. В 1886 году шахта и горн доменной печи были выложены из огнеупорного кирпича и горнового камня, горн был сделан с закрытой грудью, с 5 фурами, высота домны достигла 15,2 метра. В 1889—1890 годах при домне запущен Вестфальский воздухонагревательный аппарат, рудообжигательные печи Мозера, в которых обжигались местные бурые железняки, и печи Вестмана, обжигавшие привозной магнитный железняк.
В 1894 году были запущены более мощные мелкосортный и котельный прокатные станы, приводимые в действие паровой машиной в 600 л. с. В 1897—1899 годах были запущены новые сварочные печи, дробилка Блека с турбиной Жирара, отражательная печь для отливки листокатальных валков, при доменной печи запущен воздухонагревательный аппарат Бессаж. В 1901—1903 годах установлен новый прокатный стан с турбиной Жирара, в крично-пудлинговой фабрике построены 2 пудлинговые печи и паровой молот в 2,5 тонны.
В 1900—1903 годах завод сокращал выплавку чугуна из-за высокой себестоимостью чугуна — 60-65 копеек за пуд, в то время как на Юге России всего 30 копеек. Так как рабочие завода не были землеустроены, то значительные средства не шли на модернизацию производства. Правление заводов приняло решение по закрытию убыточных предприятий округа, в число которых попадал и Кыновский завод.
В 1907 году оборудование завода состояло из одной домны, двух кричных горнов, четырёх пудлинговых печей, трёх прокатных станов, семь водяных колёс мощностью в 175 л. с., пяти турбин в 235 л. с. и двух паровых машин в 75 л. с.
В октябре 1910 года была остановлена выплавка чугуна, а в июне 1911 года прекращено железоделательное производство. Завод был полностью остановлен.

## Продукция
| Год       | Выпуск чугуна, в тыс. пудах | Выпуск железа, в тыс. пудах |
| --------- | --------------------------- | --------------------------- |
| 1767      | 32,8                        | 22,6                        |
| 1777      | 53,1                        |                             |
| 1788-1799 | 0                           |                             |
| 1800      | 82                          | 7                           |
| 1807      | 64,3                        | 1,2                         |
| 1820      | 55                          | 13                          |
| 1822      | 38,8                        | 16,1                        |
| 1837      | 100,7                       | 60,4                        |
| 1840      | 139                         | 79                          |
| 1851      | 98,5                        | 69,1                        |
| 1859      | 117,9                       | 89,7                        |
| 1860      | 150,5                       | 78,7                        |
| 1861      | 129,7                       | 52,2                        |
| 1863      | 61                          | 70                          |
| 1865      | 113                         | 88                          |
| 1880      | 244,2                       | 150,1                       |
| 1885      | 226,4                       | 104                         |
| 1890      | 193,8                       | 148,6                       |
| 1895      | 230,5                       | 147,8                       |
| 1900      | 383,4                       | 184,6                       |
| 1901      | 481                         | 193,8                       |
| 1902      | 373,4                       | 181,7                       |
| 1903      | 296,2                       | 163                         |
| 1904      | 259,1                       | 137,5                       |
| 1905      | 275,3                       | 149,3                       |
| 1906      | 309,6                       | 134,1                       |
| 1907      | 377,2                       | 139,2                       |
| 1910      | 589,1                       | 145,5                       |
| 1911      | 0                           | 145,2                       |

## Кыновская пристань
Продукция завода отправлялась водным путём по рекам Чусовой, Каме и Обве за 620 вёрст до Усть-Нердвинской пристани, откуда перевозился за 22 версты гужом на Елизавето-Нердвинский завод.

## Современность
Распоряжением губернатора Пермской области № 713-р от 05.12.2000 г. комплекс зданий и сооружений Кыновского железоделательного завода объявлен памятником градостроительства и архитектуры регионального значения.